# Teva Pharmaceutical Industries
Teva Pharmaceutical Industries Ltd. (ивр. טבע תעשיות פרמצבטיות בע"מ‎) — транснациональная фармацевтическая компания со штаб-квартирой в Петах-Тикве, Израиль. Компания специализируется на производстве препаратов-дженериков, действующих веществ, и в меньшей степени, собственных препаратов.
В списке крупнейших публичных компаний мира Forbes Global 2000 в 2021 году Teva Pharmaceutical заняла 936-е место (602-е по размеру выручки, 707-е по активам и 1473-е по рыночной капитализации). В активе компании находятся 80 заводов, а сама корпорация осуществляет свою деятельность в 60 странах. Teva является членом американской ассоциации фармацевтических исследователей и производителей.

## История
В 1901 году Хаим Соломон, Моше Левин и Ицхак Эльштейн основали небольшое аптечно-дистрибьюторское предприятие в Иерусалиме. В 1930-х годах мигрантами из Европы было основано несколько фармацевтических компаний, в том числе Zori и Teva («природа» на иврите), а Соломон, Левин и Эльштейн открыли завод Assia. Teva Pharmaceutical была основана Гюнтером Фридлендером и его теткой Ельсе Кобер 1 мая 1935 года. Компания была зарегистрирована под названием Teva Middle East Pharmaceutical & Chemical Works Co. Ltd. в Иерусалиме. Фридлэндер был немецким фармацевтом, ботаником и фармакогнозистом, который иммигрировал в Подмандатную Палестину в 1934 году, после того, как нацистская партия пришла к власти.
Компания была создана с инвестициями в 4900 фунтов стерлингов, которые пришли из собственного капитала семьи и частично от кредитов других немецких иммигрантов. Нехватка капитала привела к присоединению банкира Альфреда Фейцтвенгера, который приобрёл 33-процентную долю в Teva.
В 1951 году акции Teva были размещены на Тель-Авивской фондовой бирже. В 1964 году компании Zori и Assia объединились в единое предприятие, которое в 1968 году приобрело контрольный пакет акций компании Teva. В 1976 году Teva объединились с предприятием, сформировав компанию Teva Pharmaceutical Industries Ltd.
В 1980 году Teva приобрела Ikapharm, второго по величине производителя лекарств в Израиле. В этом же году Teva приобрела Plantex.
В 1985 году компания вышла на рынок США, уже к 1993 году выручка в этой стране превысила выручку от продаж в Израиле. В 1990-х годах был куплен ряд компаний в Европе, в частности Biogal Gyógyszergyár Rt. (Дебрецен, Венгрия, 1995 год), ICI (Италия), Approved Prescription Services/Berk (Великобритания, 1996 год). В 1997 году компанией был выпущен на рынок её первый собственный препарат Копаксон (глатирамера ацетат) для лечения рассеянного склероза.
В 2000 году Teva приобрела размещённую в Канаде Novopharm.
В октябре 2003 года Teva объявила о своих намерениях приобрести Sicor Inc. за 3,4 млрд долларов. Приобретение было завершено 22 января 2004 года, что ознаменовало вступление Teva на рынок биоаналогов.
В январе 2006 года Teva заявила, что завершила приобретение IVAX Corporation за 7,4 млрд долларов.
18 марта 2010 года Teva заявила, что планирует приобрести немецкую Ratiopharm за 5 млрд долларов США. Сделка была завершена в августе 2010 года.
В марте 2015 года Teva приобрела Auspex Pharmaceuticals за 3,5 млрд долларов.

## Деятельность
Основные подразделения по состоянию на 2021 год:
- Северная Америка — деятельность в США и Канаде, производство около 550 наименований лекарств-дженериков; 6,3 тыс. сотрудников, 19 фабрик, выручка 7,8 млрд долларов.
- Европа — деятельность в странах Евросоюза, Великобритании и некоторых других европейских странах; 18,1 тыс. сотрудников, 30 фабрик, выручка 4,9 млрд долларов.
- Международные рынки — деятельность в других странах, в первую очередь Японии (совместное предприятие с Takeda Pharmaceutical), России и Израиле, а также в Латинской Америке; 11,6 тыс. сотрудников, из них 3,6 тыс. в Израиле, 30 фабрик, выручка 2,0 млрд долларов.

|                      | 2007  | 2008  | 2009  | 2010  | 2011  | 2012  | 2013  | 2014  | 2015  | 2016  | 2017   | 2018   | 2019   | 2020   | 2021  |
| -------------------- | ----- | ----- | ----- | ----- | ----- | ----- | ----- | ----- | ----- | ----- | ------ | ------ | ------ | ------ | ----- |
| Оборот               | 9,41  | 11,09 | 13,90 | 16,12 | 18,31 | 20,32 | 20,31 | 20,27 | 19,65 | 21,90 | 22,39  | 18,85  | 16,89  | 16,66  | 15,88 |
| Чистая прибыль       | 1,915 | 0,615 | 2,004 | 3,339 | 2,768 | 1,910 | 1,253 | 3,042 | 1,597 | 0,311 | -16,27 | -2,150 | -0,997 | -3,991 | 0,417 |
| Активы               | 23,42 | 32,52 | 33,21 | 38,15 | 50,14 | 50,61 | 47,51 | 46,42 | 54,26 | 92,89 | 70,62  | 60,68  | 57,47  | 50,64  | 47,67 |
| Собственные средства | 13,86 | 16,44 | 19,26 | 22,00 | 22,34 | 22,87 | 22,64 | 23,36 | 29,93 | 34,99 | 17,36  | 14,71  | 13,97  | 10,03  | 10,28 |

## Дочерние компании
Основные дочерние компании по состоянию на 2021 год:
- Великобритания: Teva UK Ltd
- Венгрия: Teva Pharm. Works Private Ltd. Company
- Германия: Merckle GmbH, Ratiopharm GmbH, Teva Health GmbH
- Исландия: Actavis Group PTC ehf, Actavis Pharma Holding ehf
- Испания: Teva Pharma S.L.U
- Италия: Actavis Italy S.p.A, Teva Italia S.r.l
- Канада: Teva Canada Limited
- Мальта: Actavis International Limited
- Нидерланды: Teva API B.V., Teva Pharmaceuticals Europe B.V., Teva Pharmaceutical Finance Netherlands III B.V.
- Россия: Teva Limited Liability Company
- США: Teva Pharmaceuticals USA, Inc.
- Франция: Teva Santé SAS
- Чехия: Teva Czech Industries s.r.o
- Чили: Laboratorio Chile, S.A.
- Швейцария: Mepha Schweiz AG, Teva Capital Services Switzerland GmbH, Teva Pharmaceuticals International GmbH
- Япония: Teva Takeda Pharma Ltd. (51 %)

## Лекарственные препараты
- Aviane[англ.]
- Junel[англ.]
- Аддералл
- Азатиоприн
- Азитромицин
- Альпразолам
- Амитриптилин
- Амоксициллин
- Армодафинил[англ.]
- Аторвастатин
- Аугментин (generic)
- Баклофен
- Беклометазон
- Бисопролол
- Бротизолам[англ.]
- Бупропион
- Будесонид
- Венлафаксин
- Габапентин
- Дезогестрел[англ.] (Velivet)
- Дексамфетамин
- Дексметилфенидат[англ.]
- Диазепам
- Дигидрокодеин
- Дроспиренон[англ.] (Ocella, Yaz)
- Золпидем
- Ирбесартан[англ.]
- Кальцитриол
- Кветиапин
- Кларитромицин
- Клоназепам
- Клозапин
- Кодеин
- Копаксон
- Лаквинимод[англ.]
- Ламотриджин
- Левофлоксацин
- Летрозол[англ.]
- Лизиноприл
- Лозартан
- Метамизол натрия
- Метотрексат
- Метформин
- Миртазапин
- Модафинил
- Монтелукаст (generic)[22]
- Напроксен
- Нистатин
- Норэтистерон
- Оксикодон
- Оксиморфон
- Оланзапин
- Омепразол
- Пантопразол
- Правастатин
- Преднизолон
- Разагилин
- Сальбутамол
- Сертралин
- Симвастатин
- Суматриптан
- Темазепам
- Топирамат
- Тразодон
- Урсодезоксихолевая кислота (Ursodiol)
- Фамцикловир
- Фентермин
- Флунитразепам
- Флуоцинонид[англ.]
- Флуоксетин
- Флувоксамин
- Цефалексин
- Цефдинир[англ.]
- Циклоспорин
- Ципрофлоксацин
- Циталопрам
- Цетиризин
- Этинилэстрадиол
- Эсциталопрам
- Эстазолам[англ.]
- Эстрадиол
- Этодолак

## Галерея
- Завод в Петах-Тикве, 1949 год
- Завод Teva в Иерусалиме
- Завод в Кфар-Саве, Израиль
- Завод в Маркеме, Канада